# Kuty (Pozezdrze)
Kuty (deutsch Kutten) ist ein Ort in der polnischen Woiwodschaft Ermland-Masuren, der zur Landgemeinde Pozezdrze (Possessern, 1938 bis 1945 Großgarten) im Powiat Węgorzewski (Kreis Angerburg) gehört.

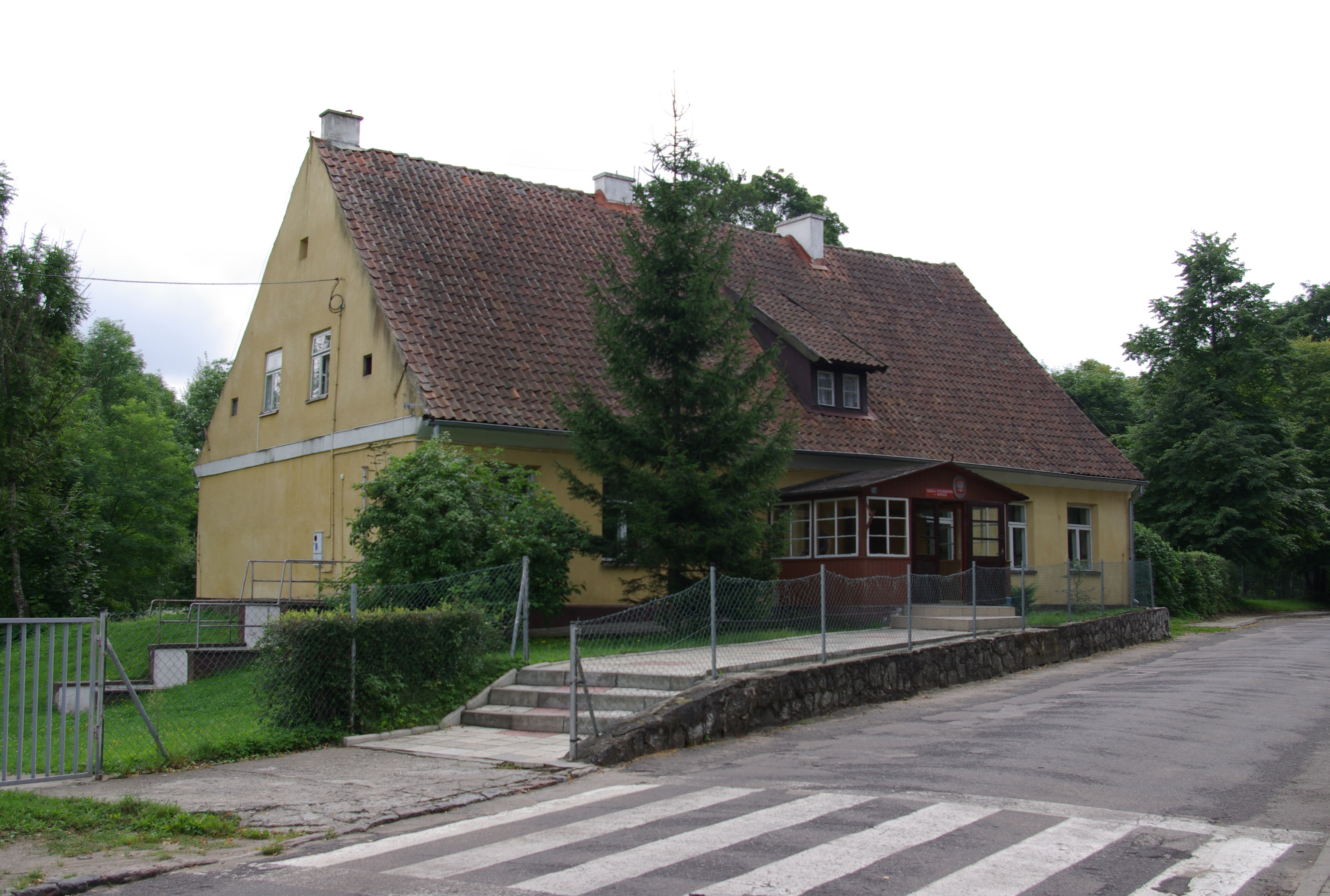
Grundschule in Kuty

## Geographische Lage
Kuty am Nordufer des Jezioro Czarna Kuta (Schwarze Kutte) liegt im Nordosten der Woiwodschaft Ermland-Masuren, 13 Kilometer östlich der Kreisstadt Węgorzewo (Angerburg).

## Geschichte

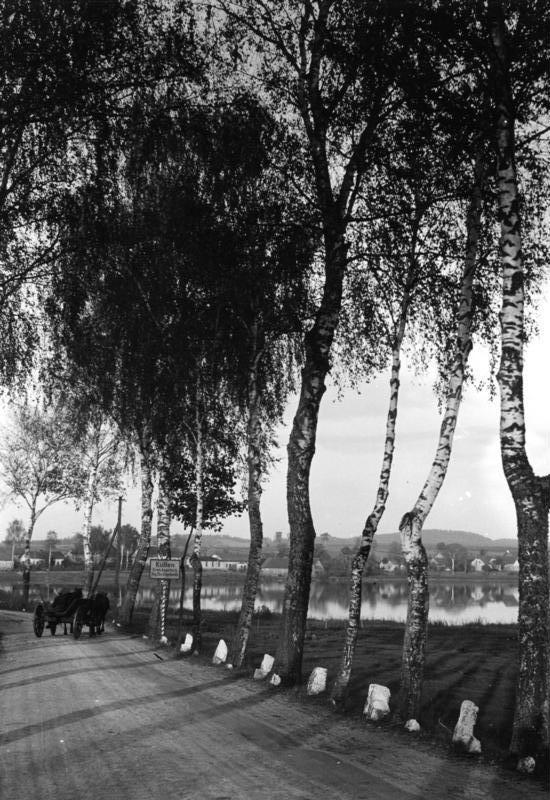
Ortseinfahrt Kutten (historische Aufnahme)

Bereits 1553 wurde der Ort Kott genannt, und zwar als ein Kirchdorf. In Folgejahren schrieb man den Namen als Kutt, und vor 1785 nannte man das Dorf Groß Kutten, danach bis 1945 nur noch Kutten. Unter der Großen Pest hatte der Ort mit seinem Kirchspiel besonders zu leiden: 1372 Personen wurden im Jahre 1710 ihr Opfer. 
Am 6. Mai 1874 wurde Kutten Amtsdorf und damit namensgebend für einen Amtsbezirk, der bis 1945 bestand und zum Kreis Angerburg im Regierungsbezirk Gumbinnen der preußischen Provinz Ostpreußen gehörte.
Im Jahr 1910 waren in Kutten 435 Einwohner registriert. Ihre Zahl verringerte sich bis 1925 auf  409, belief sich 1933 auf 414 und betrug 1939 noch 413.
In Kriegsfolge kam Kutten 1945 mit dem gesamten südlichen Ostpreußen zu Polen und nennt sich seitdem „Kuty“. Zwischen 1945 und 1954 war das Dorf Sitz einer Gemeinde (polnisch Gmina). Heute ist es Sitz eines Schulzenamtes (polnisch sołectwo) innerhalb der Landgemeinde Pozezdrze (Possessern, 1938 bis 1945 Großgarten) im Powiat Węgorzewski (Kreis Angerburg), vor 1998 zur Woiwodschaft Suwałki, seitdem zur Woiwodschaft Ermland-Masuren gehörig.

### Amtsbezirk Kutten (1874–1945)
Der Amtsbezirk Kutten bestand 71 Jahre. Ursprünglich waren sechs Dörfer eingegliedert, am Ende waren es noch drei:
| Name                | Änderungsname 1938 bis 1945 | Polnischer Name           | Bemerkungen                                                  |
| ------------------- | --------------------------- | ------------------------- | ------------------------------------------------------------ |
| Frankenort          |                             | Jeleni Róg                | 1928 nach Knobbenort, Amtsbezirk Jesziorowsken, eingemeindet |
| Groß Lenkuk         |                             | Łękuk Wielki              | 1928 ebenfalls nach Knobbenort eingemeindet                  |
| Jakunowken          | Jakunen                     | Jakunówko                 |                                                              |
| Jakunowker Hegewald |                             |                           |                                                              |
| Kutten              |                             | Kuty                      |                                                              |
| Zabinken            | Hochsee                     | Żabinka bis 2010: Żabinki |                                                              |

Am 1. Januar 1945 bildeten nur noch die Gemeinden Hochsee, Jakunen und Kutten den Amtsbezirk Kutten.

## Religionen

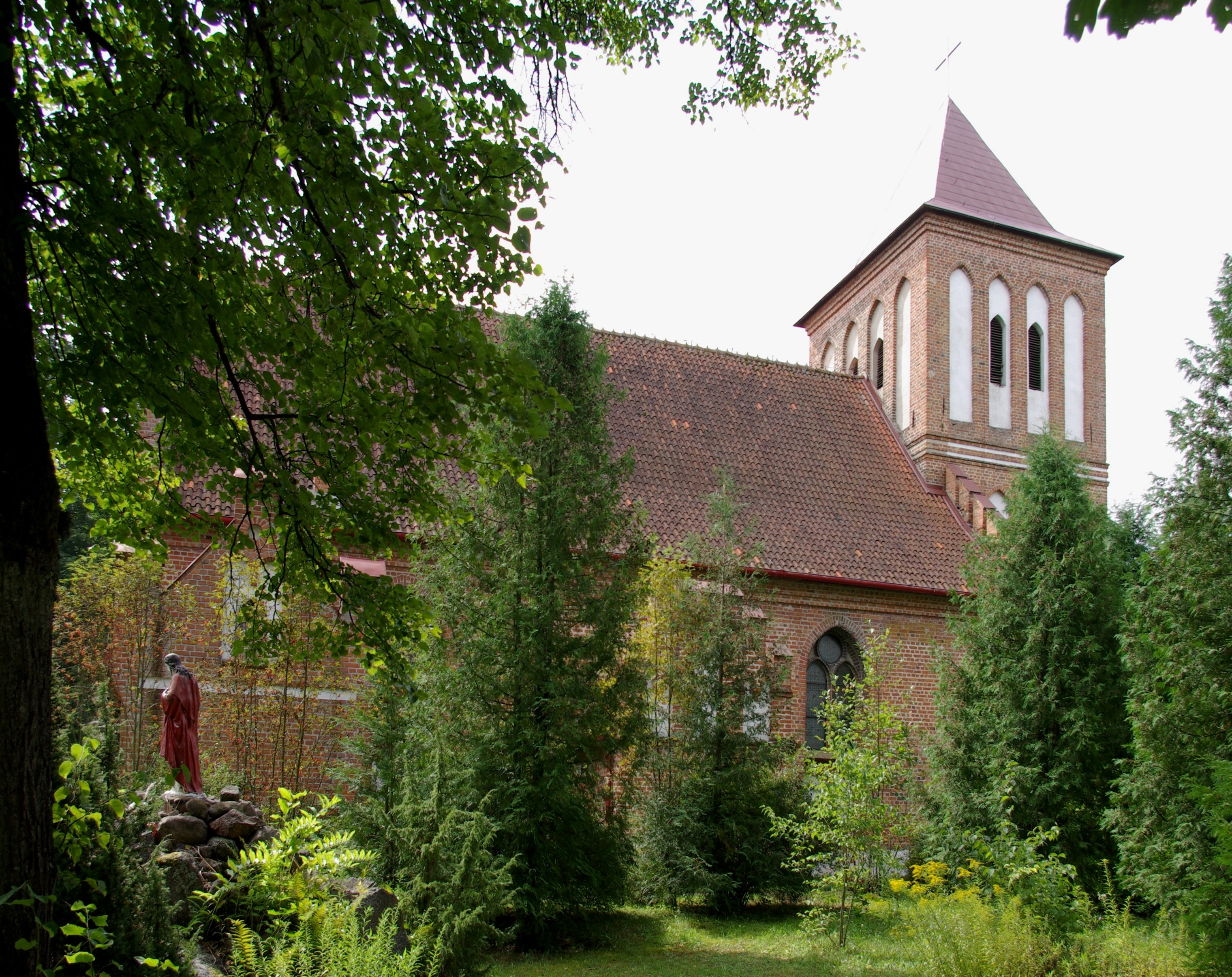
Kirche in Kuty

### Kirchengebäude
Im Jahre 1576 begann man mit dem Bau der jetzigen Kirche: ein Backsteinbau auf Feldsteinsockel mit verziertem Ostgiebel und einem dreigeschossigen Westturm. Im Jahre 1887 fand eine besonders dem Innenraum geschuldete Grundrenovierung statt. Die Inneneinrichtung samt der 1887 von Orgelbaumeister Max Terletzki aus Königsberg (Preußen) gefertigten Orgel fiel dem Zweiten Weltkrieg zum Opfer. 1974 erfolgte ein stilgerechter Wiederaufbau mit moderner Ausstattung. Bis 1945 handelte es sich um ein evangelisches Gotteshaus, seit 1945 ist es eine katholische Kirche, die jetzt den Namen des Maximilian Kolbe trägt.

### Kirchen-/Pfarrgemeinde

#### Evangelisch

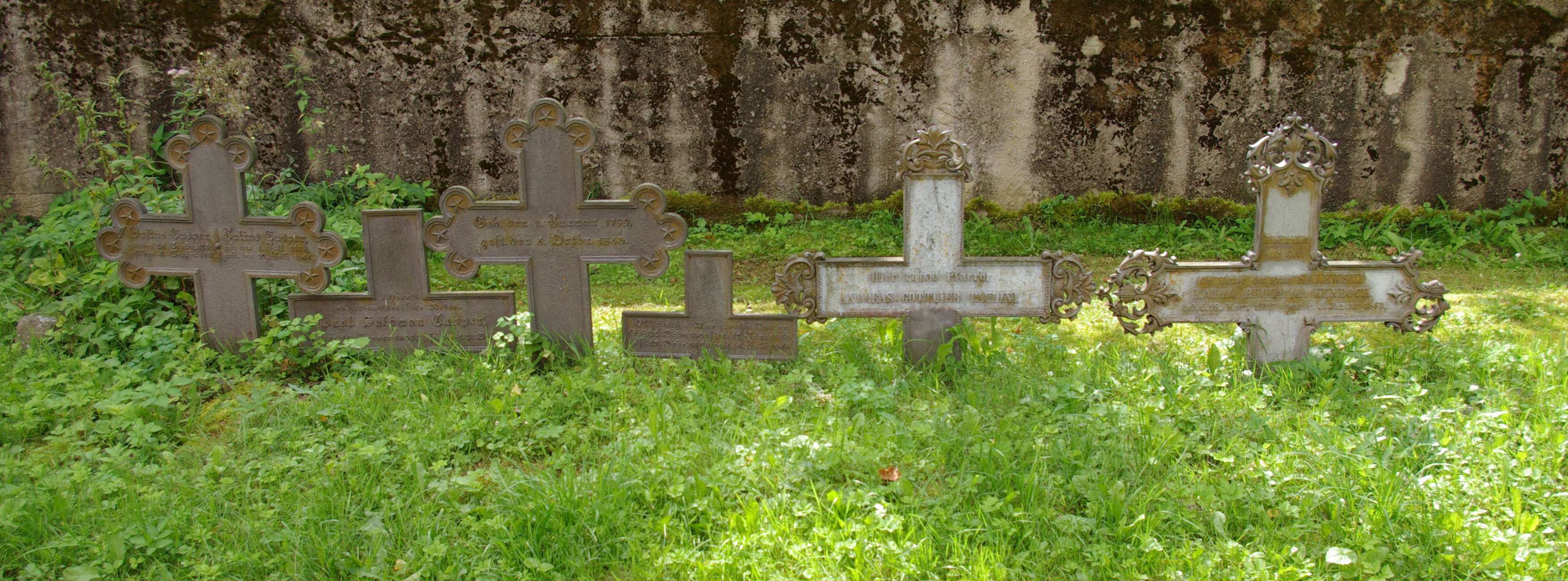
Der aus deutscher Zeit stammende evangelische Friedhof in Kuty

Bis 1945 war die Bevölkerung Kutten fast ausnahmslos evangelischer Konfession. Die Kirche war Pfarrkirche für ein 14 Ortschaften zählendes Kirchspiel, für das seit 1554 eine Pfarrstelle bestand. 3300 Gemeindeglieder zählte die Pfarrei im Jahre 1925. Sie gehörte zum Kirchenkreis Angerburg in der Kirchenprovinz Ostpreußen der Kirche der Altpreußischen Union. Flucht und Vertreibung der einheimischen Bevölkerung beendeten das Leben der evangelischen Kirchengemeinde Kutten. Heute gehören die hier lebenden evangelischen Kirchenglieder zur Kirchengemeinde in Węgorzewo (Angerburg), einer Filialgemeinde der Pfarrei in Giżycko (Lötzen) in der Diözese Masuren der Evangelisch-Augsburgischen Kirche in Polen.

#### Katholisch
Die wenigen katholischen Kirchenmitglieder in Kutten waren bis 1945 der Kirche Zum Guten Hirten in Angerburg im Dekanat Masuren II (Sitz: Johannisburg) im damaligen Bistum Ermland zugeordnet. Jetzt ist die St.-Maximilian-Kolbe-Kirche in Kuty katholische Pfarrkirche für eine elf Dörfer umfassende Pfarrei. Sie gehört zum Dekanat Węgorzewo im jetzigen Bistum Ełk (Lyck) der Römisch-katholischen Kirche in Polen.

## Persönlichkeiten

### Aus dem Ort gebürtig
- Cölestin Myslenta (* 27. März 1588 in Kutten), deutscher lutherischer Theologe und langjähriger Rektor der Albertus-Universität in Königsberg.

### Mit dem Ort verbunden
- Michael Pogorzelski (1737–1798), deutscher Pädagoge, lutherischer Theologe sowie  Dichter, volkstümlicher Schriftsteller und Buchautor, war von 1772 bis 1780 Rektor in Kutten.[3]

## Verkehr
Kuty liegt ein wenig abseits vom Verkehrsgeschehen und ist nur auf Nebenstraßen zu erreichen. Eine führt von der polnischen Landesstraße DK 63 (frühere deutsche Reichsstraße 131) bei Pozezdrze (Possessern, 1938 bis 1945 Großgarten) über Sapieniec (Karlsberg) direkt in den Ort. Eine weitere führt vom Nachbarort Jakunówko (Jakunowken, 1938 bis 1945 Jakunen) durch Kuty nach Gębałka (Gembalken) sowie Stręgiel (Groß Strengeln) und weiter bis Węgorzewo (Angerburg).